# 大佛次郎
大佛 次郞（おさらぎ じろう、1897年〈明治30年〉10月9日 - 1973年〈昭和48年〉4月30日）は、日本の小説家・作家。大仏次郎（新字体）とも書く。本名は、野尻 清彦（のじり きよひこ）。
『鞍馬天狗』シリーズなど大衆文学の作者として有名なほか、歴史小説、現代小説、ノンフィクション、新作歌舞伎や童話などまでを幅広く手がけた。日本芸術院会員、文化功労者、文化勲章受章者。作家の野尻抱影（正英）は兄。

## 生涯

### 生い立ち
神奈川県横浜市英町（現在の横浜市中区）に生まれた。道成寺の山門の再建や本堂の修復などを手がけた宮大工・仁兵衛の子孫にあたる。父・政助は1850年（嘉永3年）5月27日、紀伊国日高郡藤井村（現在の和歌山県御坊市藤田町）で源兵衛の長男として生まれ、19歳の時に明治維新を経験して「狭いふるさとを出て、広い世界で活躍したい」と、和歌山市の倉田塾（吹上神社の神主・倉田績の家塾）に入り、その後日本郵船に入社し、勤勉実直な人だった。清彦が生まれた時は単身赴任で宮城県石巻支店に勤務しており、その後四日市に移った。『文芸倶楽部』に狂歌を投書して入選するなど文芸趣味の持ち主でもあった。
横浜市立太田尋常小学校に入学後、二人の兄が東京の大学に通うために、数か月で東京に転居し、新宿の津久戸尋常小学校に転校。『少年世界』に「二つの種子」と題する作文を投書し、『少年傑作集』（1908年）に掲載された。1909年に父が定年退職して一緒に住むことになり、芝白金に転居し、白金尋常小学校に転校。東京府立一中時代の1912年に兄正英が言語学者の大島正健の娘と結婚し、その親戚付き合いで伊藤一隆の子供たちなどとも親しくなった。外交官を目指して一中から一高の仏法科に入学した。寄宿寮に入り、野球や水泳に熱中し、歴史と演劇に関心を持っていて、箭内亙に東洋史の教えを受けた。知遇のあった博文館の竹貫佳水が雑誌『中学世界』の主筆になった縁で、1916年に一高の寮生活をルポルタージュ風にまとめた小説「一高ロマンス」を連載して1917年に出版。また校友会雑誌に小説の習作を発表。
父の強い希望で東京帝国大学法学部政治学科に入学。在学中には東大教授吉野作造が右翼団体浪人会と対決した「浪人会事件」で吉野の応援に駆けつけた。また有島武郎のホイットマンの詩を読む「草の葉会」に出席したり、『中央美術』誌に翻訳を寄稿したりした。本代のかさむのに窮し、兄抱影が編集長となっていた研究社の雑誌『中学生』に、海外の伝奇小説の抄訳や、野球小説の創作を掲載した。仲間と劇団「テアトル・デ・ビジュウ」を結成、畑中蓼坡による民衆座の公演「青い鳥」にも協力・参加し、これに光の精役で出演していた吾妻光（本名・原田酉子）と、1921年2月に学生結婚する。同年にはロマン・ロラン『先駆者』を翻訳して出版、また菅忠雄らと同人誌『潜在』結成。

### 時代小説作家デビュー
1921年に東京帝国大学を卒業し、菅忠雄の紹介で鎌倉高等女学校（現在の鎌倉女学院中学校・高等学校）教師となり国語と歴史を教える。1922年に外務省条約局嘱託となり、翻訳の仕事に就く。博文館の鈴木徳太郎の知遇を得て『新趣味』誌にサバチニ、ゴーグら海外の大衆小説の翻訳・翻案小説を書いた。
1923年に鎌倉高等女学校を退職するが、関東大震災の影響で『新趣味』も廃刊になり、娯楽雑誌『ポケット』誌に移った鈴木徳太郎から時代小説の依頼を受け、ポーの「ウィリアム・ウィルソン」からヒントを得た『隼の源次』を発表。この時に初めて、当時鎌倉市長谷の大仏の裏手に住んでいたことに由来する「大佛次郎」のペンネームを使い、以後これが彼の主なペンネームとなった。続いてゴーグ「夜の恐怖」の舞台を幕末に移した「鬼面の老女」を掲載して評価を受け、これに登場する鞍馬天狗という怪人を主人公とする連続もの「幕末秘史 快傑鞍馬天狗」シリーズを執筆する。  『ポケット』には鈴木徳太郎が編集長であった3年間に、大佛次郎で鞍馬天狗の他に「天狗騒動記」「からす組」などの維新物の長編、流山龍太郎で「幻の義賊」などの伝奇小説、三並喜太郎で世話物、阪下吾郎で「坂本龍馬」「桂小五郎」など史伝と、約20のペンネームで100編近い時代小説を書いた。1927年（昭和2年）には少年向けの鞍馬天狗もの『角兵衛獅子』を発表。以後1959年発表の『深川物語』『西海道中記』、1965年の『新・鞍馬天狗 地獄太平記』まで、長短47篇が書き継がれた。鞍馬天狗は尾上松之助や嵐寛寿郎などの主演で数多く映画化され、時代劇の定番ヒーローとしても人気を得る。
1926年に大阪朝日新聞で、初の新聞小説『照る日くもる日』連載。1927年に東京日日新聞に連載した『赤穂浪士』は、虚無的な剣客堀田隼人という架空の人物の目を通して、元禄時代や執筆当時の世相と体制への批判的な視点を持ち込んだことで画期的なものと言われ、単行本化されて数ヶ月で60版を重ねる人気となった。この『赤穂浪士』で1928年に文芸家協会より渡辺賞を受賞。沢田正二郎により新国劇で上演され、のち多く舞台化された。1931年に連載した『鼠小僧次郎吉』も、講談などで有名なキャラクターに人間性を盛り込んで大衆文学化した嚆矢と言える。

### ノンフィクションと戦後
1930年には、フランス第三共和政を題材にしたノンフィクション『ドレフュス事件』を発表。1931年から横浜のホテルニューグランドを仕事場とし、『白い姉』、横浜を舞台にした『霧笛』などの現代小説を発表。1933年に書いたロシアのテロリスト・カリャーエフによるセルゲイ大公暗殺事件を描いた「詩人」は、日本におけるテロリズム批判の姿勢を表していたが、検閲により大幅に削除されて『改造』に掲載された。カメラに凝り、大森義太郎、沢寿郎、清水康雄らと鎌倉写友会を結成。
1935年に芥川賞、直木賞が創設されると、直木賞選考委員の一人となる。1938年に日本文学振興会が創設されると評議員に就任した。
同年8月24日から1ヶ月の日程で加藤武雄とともに満州の移民村や華北戦線に慰問を行い、従軍文士の先駆けとなった。1940年には文藝春秋社の報道班員として中国宜昌戦線に赴き、また文芸銃後運動講師として再び満州、朝鮮にも渡った。1943年末から44年初めまで、同盟通信社の嘱託として南方マレー、スマトラなど東南アジア各地を訪問した。その後は戦中日記をつけ始め、また朝日新聞連載の後藤又兵衛の一代記『乞食大将』（1945年に用紙不足のため中絶）、『少年倶楽部』連載の『楠木正成』の執筆を続けた。。1942年に大政翼賛会の支部である鎌倉文化聯盟が結成されると、久米正雄の依頼で文学部長に就任。1945年に設立された鎌倉文庫にも協力した。
戦後8月19日に玉音放送の感想「英霊に詫びる」の第1回を朝日新聞に掲載（第2回以降は宍倉恒常、吉川英治、中村直勝）。次いで東久邇宮内閣の参与に招聘され、「新文明建設」という役割を与えられて、復興のための強い意欲を持って準備を始め、治安維持法の廃止、世論調査所の設置、スポーツの振興などを提言するが、内閣は1ヶ月半で総辞職してしまう。1946年に、戦前寄稿していて愛読者でもあった雑誌『苦楽』を復刊させ、人気となるが、戦後の用紙割当てに絡む出版不況のあおりで経営は悪化し、自身の原稿料も運営に充てていたが、1949年に廃刊した。1946年には研究社の『学生』の主筆となり、1949年まで「鎌倉通信」を連載する。
1948年に発表した『帰郷』で日本芸術院賞受賞。1951年に初の戯曲『楊貴妃』を書き、尾上菊五郎劇団によって歌舞伎座で上演、1952年からは市川海老蔵（十一世團十郎）のための戯曲「若き日の信長」などを執筆、しばしば演出も手がけた。

### 晩年
1954年に胃潰瘍で入院、手術、また小山書店『世界大衆小説全集』の編集に参加。1956年には喉頭癌の疑いで手術し、これを機に禁煙する。1960年から日本芸術院会員。1961年神奈川文化賞受賞、また1961年にフランスに渡りパリ・コミューン調査を行い、『パリ燃ゆ』執筆開始。1962年に第1回科学者京都会議に出席、湯川秀樹らと核実験停止、軍縮、平和運動に加わった。1964年秋に文化勲章、1965年朝日文化賞を受賞した。
1967年に明治100年を記念した朝日新聞の企画で、朝日新聞に『天皇の世紀』が連載開始された。

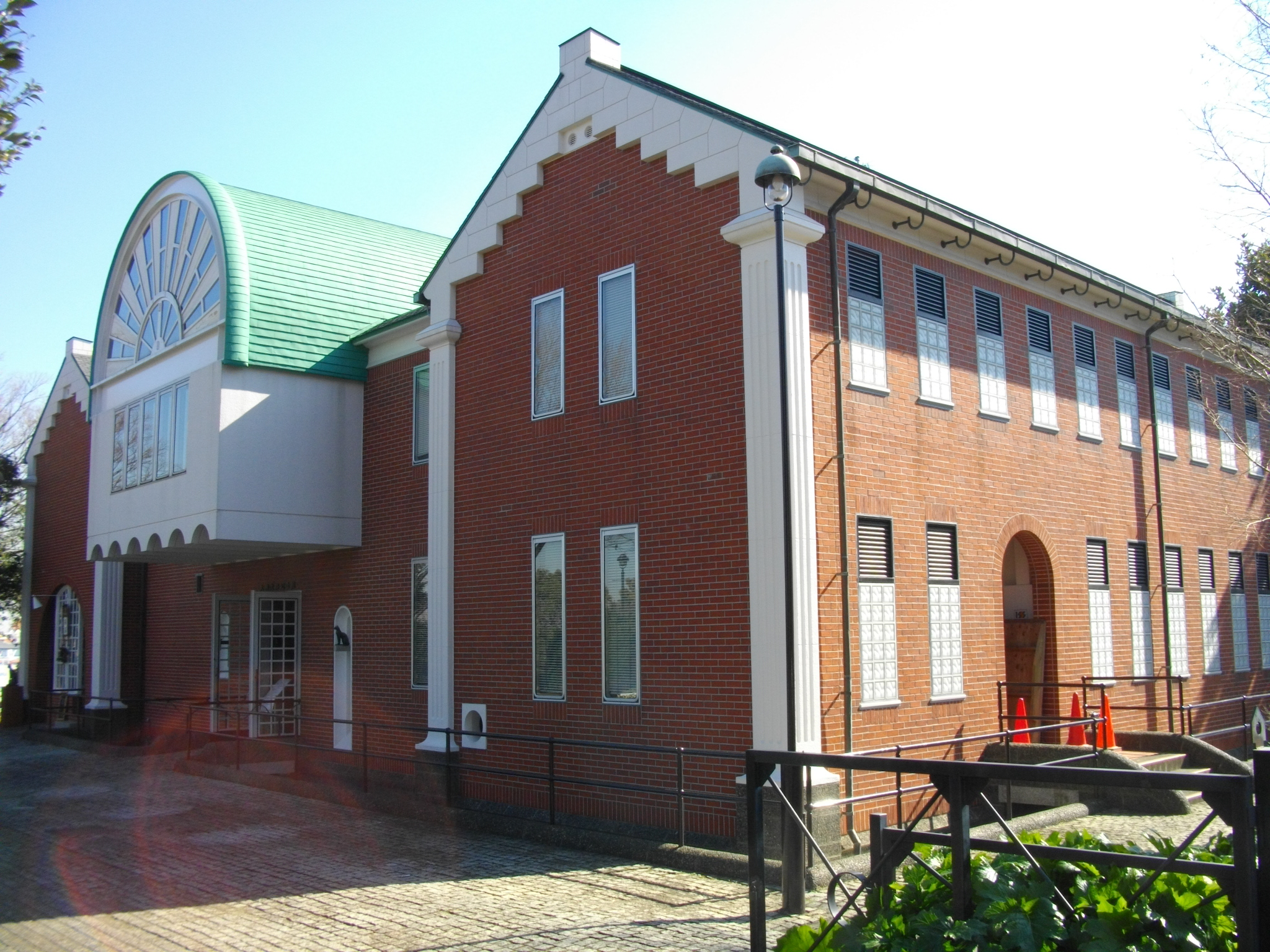
大佛次郎記念館（横浜市）

文壇においては、松本清張が『週刊朝日』の懸賞に「西郷札」で入選した際には激励の手紙を送り、直木賞にも推薦した。1951年には他の委員を説得して、久生十蘭を受賞させた。永井路子が「青苔記」で候補になった時もこれを推していた。1936年に『サンデー毎日』の千葉亀雄賞の選考委員を務めたが、この時の入選者の井上靖が戦後1948年に『人間』誌に応募した「猟銃」を佐藤春夫が読んで、大佛次郎に推薦したが、大佛はこれを『苦楽』に載せるよりは『文學界』が向いていると考え、「猟銃」「闘牛」が『文學界』に掲載されて井上の芥川受賞に繋がった。1950、51年の直木賞では、ユーモア・サラリーマン小説ともいうべき源氏鶏太を強く推薦した。1964年には永井路子と安西篤子を推薦している。
1968年明治100年記念芸術祭特別公演として『三姉妹』が上演される。1969年に劇作活動により菊池寛賞受賞、『モラエス全集』によりポルトガル文化勲章受賞。
1972年5月に中央区築地の国立がんセンター病院に入院。病床でも『天皇の世紀』執筆を続けたが、1973年4月25日に連載1555回をもって休載。これが絶筆となり、同年4月30日に転移性肝臓癌により、国立がんセンター病院で死去。鎌倉扇ガ谷の寿福寺に葬られた。戒名は大佛次郎居士。同年に業績を記念して朝日新聞社が「大佛次郎賞」を創設、翌74年秋に第1回授与式が行われた。
河盛好蔵は追悼回想で、1950年の『文學界』で大佛と対談したことを元に、『天皇の世紀』は「幕末、明治、大正、昭和のどの時代もよく知っているから、それを通じた大河小説を書いてみたい」と話していたもので、「この大作には小説家大佛次郎の全才能が動員されている」と述べている。長兄抱影の娘政子を自らの養女にしている。
没後、希望により約3万5千冊の蔵書と愛蔵品が横浜市に寄贈され、1978年に港の見える丘公園に「大佛次郎記念館」が開館。大佛次郎記念館では資料の保存、整理、公開の他、関係文献の収集も行い、1986年から「おさらぎ選書」として目録を刊行している。寄贈資料の中から、大佛次郎研究会（会長村上光彦）、大佛次郎記念館研究員福島行一らによって、戦中1944年から翌45年10月まで書かれた日記が整理され『敗戦日記』が刊行された。また鎌倉の邸宅は、週末のみ「大佛茶廊」で2019年8月まで一般公開されていた。記念館以外の展覧会は、生誕90年と100年記念展が行われた。
2001年（平成13年）には評論を対象にした「大佛次郎論壇賞」が新設された。

## 人物

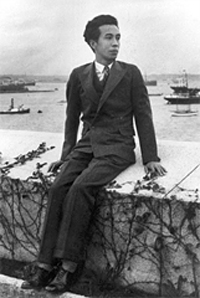
ホテルニューグランドの屋上で（昭和初期）

### 本好きが嵩じて作家に
一高時代に書いた「一高ロマンス」で、生まれて初めて原稿料五十円を貰った。以後学生時代から各誌に小文を書くようになるが、そのほとんどは本代に消えたという。一学期分の食費を貰ったら、丸善で手当たり次第欲しい本を買って、本棚に目一杯に並べてしまい、一月もしないうちに使い切ってしまうという始末だった。そのため本を古本屋に売ったり、雑誌に小文や翻訳、果ては時事解説まで載せて生活をつないだという。読むために購入するほか、稀少本や豪華本を蒐集することを趣味としている側面もあった。後に「丸善に払う為に私は原稿を書き始めたのである」（『私の履歴書』）と回想している。

### 猫好き
猫を生涯の伴侶と言うほど、大の猫好きだった。猫を題材とした多くのエッセイや、小説、童話を残しており、『赤穂浪士』に登場する上杉家家老千坂兵部も猫好きの設定にしている。童話「スイッチョねこ」は「珍しく（他人から依頼されて）書いたものではなく（自発的に）生まれたものだった」「私の一代の傑作」と語っている。野良猫を含め面倒を見てきた猫の数は500匹を下らないという。猫を5匹までにすることや、猫に対して贅沢をさせないことを遺言で残したが、残された夫人も夫の影響で猫好きになっており、遺言は守られなかった。夫人が亡くなった後、残された猫たちは、大の猫好きお手伝いさんによって貰われていったという。

### 鎌倉を愛す
鎌倉文士と呼ばれた作家の中では、早くから鎌倉に住み始め、鎌倉をこよなく愛した。1933年には在住の大森義太郎、沢寿郎、木原清、清水康雄らと鎌倉アマチュア写友会を結成。戦前では、小説家仲間の久米正雄らと鎌倉カーニバルの企画にも携わっている。宅地開発ブームが鎌倉に押し寄せ、1964年（昭和39年）には鎌倉の聖域である鶴岡八幡宮裏山・通称御谷までが開発されそうになった時、地元の住民と一緒に、古都としての景観と自然を守ろう運動を起こした。そして、全国的な運動を展開し、小林秀雄、今日出海、永井龍男、鈴木大拙、中村光夫、川端康成、横山隆一、伊東深水、鏑木清方ら文化人と幅広い市民の協力を得ることが出来た。この中から、鎌倉の貴重な自然と歴史的環境は市民自らの手で守らなければならないという機運が生まれ、財団法人鎌倉風致保存会が1964年（昭和39年）12月に誕生した。その設立発起人及び初代理事となって、風致保存会の設立に大きな貢献をした。鎌倉風致保存会の精神的母体となった英国のナショナル・トラストの日本への紹介者ともなった。
これをきっかけに、1966年（昭和41年）に超党派の議員立法によって古都保存法が制定され、同年6月に御谷山林1.5ヘクタールの買収に成功。このことで、鎌倉風致保存会は日本のナショナル・トラスト第1号といわれるようになった。
瑞泉寺の再興にも戦後は努め、1949年に開祖夢窓疎石の夢窓忌六百年祭を機に、表千家師範の夫人がここで茶会を開き、その後毎年恒例で催された。
2019年11月時点で、鎌倉市雪ノ下にある、過去に大佛が所有し茶亭として使われていた茅葺屋根の建物が、1億5千万円で売りに出されている。1,043㎡の土地に立つこの建物は鎌倉市の景観重要建築物である。

## 作品

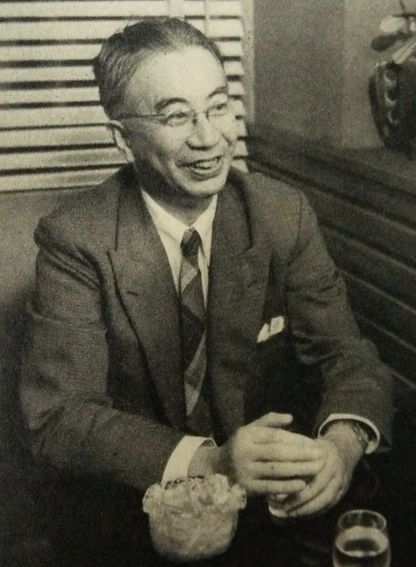
1956年

### 鞍馬天狗と時代小説
「鞍馬天狗」は当初は勤皇側に正義を求めるスタイルだったが、1927年に少年向けに『角兵衛獅子』を書く頃からはフェアプレイの精神による社会が志向されるようになる。また『角兵衛獅子』では、少年読者の視点を取り入れるために杉作少年を登場させ、鞍馬天狗は少年たちにとってもヒーローとなっていった。鞍馬天狗の連作を書き続けることに、やがて苦痛を感じるようになり、水戸の天狗党を題材にした『天狗騒動』(1925)の「序」では「作者は『鞍馬天狗』に対して抱いている不満を晴らす為に、この作品を書いたと云っても差支ありません」とも書いている。
1945年に連載された『鞍馬天狗敗れず』では、岡野新助を名乗る鞍馬天狗は生麦事件への対応でイギリスへの抵抗を主張して幕府に捕縛され、刑死したように見えたが、敗戦後に発表された最終回では生きて現れ、以後は戦後の空間を生きることになる。『新東京絵図』（1947-48年）では明治維新後の東京で海野雄吉と名乗って隠れ住んでいる鞍馬天狗は、旧幕臣たちの生き方を巡って新政府とも対立していく。『江戸の夕映』『海道記』など維新後を舞台にした作品で、桂小五郎や西郷隆盛などかつての志士たちが政府の役職に就いているのに対し、天狗は権力を奪い取り支配者になる人間ではないという性格から、浪人のままの庶民でいる。このことにより大佛もまた庶民の目で明治維新と維新後の日本を見るというユニークな視点を発見したのであり、かつての友人たちが権力者となった政治への批判の視線も持っていて、それは戦前の日本では大胆なことだったとなだいなだは指摘している。また大佛は横浜での幼児期に近所に元旗本が寺子屋を開いており、それが人格者で近隣でも尊敬を受けていたことことで、旧幕府方の人物にも優れたものが多かったという認識を持ち、そのために天狗も有能で好感のもてる幕臣たちとは深い理解を示し合うという人物像を生んだとも明かしている。
五・一五事件の前年の1931年に書かれた『江戸日記』では、腐敗した政府を正すための正義感の強い青年たちによる暗殺団と天狗が戦うなど、ファシズムに向かう時代に対する批評装置としても使われた。
最後のシリーズ作品『地獄太平記』（1965年）の後、1967年から鞍馬天狗と同じ時代を題材にした『天皇の世紀』の連載を始める。ここでは、攘夷は時代の狂気であったと言う歴史観、薩摩・長州による明治政府への批判的な視点が反映されている。
映画での鞍馬天狗役は嵐寛寿郎が大人気で数多く制作公開されたが、1953年に原作者として日本文藝家協会を通じ、映画会社側に「著作権無視」「原作を勝手に書き換えている」「映画の鞍馬天狗は人を斬りすぎている」ことを問題にして、上映中止を申し出た。大佛自身が「天狗ぷろだくしょん」を立ち上げて東宝と契約し、脚本にも参加して、小堀明男主演で新鞍馬天狗3本を撮ったが評判はよくなく、再び嵐寛寿郎主演にして2本を作って終了。その後は東映で東千代之介、大映で市川雷蔵などによって制作された。
『照る日くもる日』は、これもサバチニの『スカラムーシュ』を下敷きにした作品で、これを読んだ菊池寛は「あれは、君、大衆文学の手を全部使ってあるじゃないか。あれだけ書かれては、あとの者が書けなくなるよ」と語ったほどで、連載が始まると評判になって3社競作で映画化され、また小田富弥挿絵の祝儀袋やメンコなども売り出されるなど、同時期に『大阪毎日新聞』に連載されていた吉川英治「鳴門秘帖」と人気を二分した。
『赤穂浪士』では四十七士を従来の「義士」では無く「浪士」として捉え、元禄期における柳沢吉保ら新しい勢力と手を組んだ官僚政治への旧来の武士道からの反抗として描いたところが画期的であり、その後の忠臣蔵の物語にも影響を与えた。戦後1952年になって、赤穂浪士の「不義士」の一人である小山田庄左衛門を主人公に、大石内蔵助らの造形はそのままに、仇討ちに疑問を抱いて義士を脱落していく浪士を描いている。1954年の新作歌舞伎「冬の宿」でも庄左衛門を題材にした。楠木正成戦死600年にあたる1935年、大楠公600年記念事業の一端として、朝日新聞で『大楠公』を連載し、後醍醐天皇の隠岐脱出までを連載100回で区切りとして終了。続いて1943年に正成戦死後を描く「みくまり物語」、正成と大和にまつわる紀行文「勤王史蹟行脚 楠の葉陰」を執筆。
1928年に「大衆文芸の転換期」を発表し、ラブレー、デフォー、リラダン、アポリネールなどの空想豊かな新文芸を目標に掲げ、同年には海洋冒険小説「ごろつき船」を連載、翌1月からは題名を「海の隼」と変えて、舞台もシベリアからベトナムまでに拡げたスケールの大きな物語を展開した。日蓮650年大遠忌を2年後に控えた1930年には『日蓮』の連載を依頼され、伝説も取り入れつつ人間としての日蓮像を描いた。1933-34年に『時事新報』に「安政の大獄」を連載。当時の小林多喜二獄死や京都大学の滝川事件などの言論弾圧への抗議の意識が込められ、水戸藩士日下部伊三治や井伊直弼家臣長野主膳らを中心に描いたものだが、前半部までで連載終了し、桜田門外の変までに至る後半部は1975年の『大佛次郎時代小説全集』に収録された。また安政の大獄については『天皇の世紀』でも詳細に叙述している。
「薩摩飛脚」は、大佛は3度執筆している。1度目は1932年に『キング』（講談社）に連載され、薩摩から戻った幕府隠密が、行方不明となった同僚のために葛藤と対決を繰り返しながら再度薩摩を目指すが、<大阪の巻>を終えたところで連載が中絶。未完のままながら映画化もされた。1946年には自身が主筆を務める『学生』（研究社）に連載され、行方不明のとなった幕府隠密の子の兄弟が父を探して薩摩へ向かうという青春小説になっている。3度目は1955年に北海道新聞・中部新聞・西日本新聞に連載され、1度目と同様の筋立てで、行方不明の隠密の妻と弟や様々な人物が主人公と複雑に絡み合う物語で、翌年単行本として出版された。薩摩飛脚という言葉は、薩摩へ向かった隠密が江戸に戻れるのはまれであることから、出かけたまま家に帰らない喩えとして使われたが、大佛は1955年の連載予告で「面白い言葉だし、小説になる事情である」「あえて同じ題名を使って、新しく書くのは、自分が、よほどこの言葉が好きだからである。」と意気込みを語ったが、前作に比べて人物の動機や男女の恋愛心理が緻密に描写された作品になっている。
戦争末期になると、後藤又兵衛という、強権に屈しない純粋な武将の姿を描く時代物『乞食大将』にその場を移す。1950年に『おぼろ駕籠』を新聞連載する際には「久し振りで旗色明らかな大衆小説を書こうと思い立った」と述べ、田沼時代を舞台に、権力の壁に突き当たった若い旗本の姿を通して、人々の自立の精神の目覚めを描いている。
1967年にNHKから明治100年記念にちなんだ歴史ドラマの執筆を依頼され、小説作品では未刊だが『逢魔の辻』を中心に『その人』『薔薇の騎士』などを組み込み、維新の時代に生きる旗本3人の姉妹の生涯を描いた大河ドラマ『三姉妹』が放映された（鈴木尚之脚本）。1968年11月に同じ構想を元に戯曲を執筆し、新作歌舞伎が国立劇場で上演された。千谷道雄は劇評で「この戯曲の主役は歴史である」「三人の妹達の運命を通じて、その背後に人の力では抗し得ない大きな歴史の流れが描かれている」とした。大佛の時代小説はヴィクトル・ユーゴーやジョゼフ・コンラッドのように、政治から目をそらすことなく、同時に歴史上の大人物の存在感をしのぐ「世界性のあるロマンス」として拡がって行く特徴がある。

### 現代小説など
1933年の『霧笛』以来、生まれ故郷横浜の幕末開花期を舞台にした作品に、『花火の街』『幻燈』『薔薇の騎士』『その人』などがある。『霧笛』については後に「私は横浜生れだし、明治時代の古い横浜に郷愁のやうなものを感じて成長して来た。震災の後に戦災で、もとの面影が跡かたなく消えて了つて見ると。『霧笛』を書いて置いてよかつたと思つてゐる」（『大佛次郎作品集』1951年 あとがき）と書いている。1936年に朝日新聞に連載した『白い姉』で現代小説も書き始め、続く『ふらんす人形』では、ダンスホールで働く当時では珍しいダンサー姉妹を描き、『雪崩』では社会不安を感じ始めてきた昭和初期の若者たちを描いた。この頃仕事場にしていたホテルニューグランドを憂さ晴らしにしばしば抜け出して、横浜中華街の酒場や中華料理店での付き合いや人物観察から、『霧笛』などの作品が生まれた。
『白い姉』(1932)に登場するモダンガール佐保子が告白する、所有物から感じる息苦しさは、サルトル『嘔吐』に描かれる実存の不安と同質なものであり、人間が持ち物から影響を受ける点でマルクス初期の疎外論に近いものであること、また『黒潮』(1948)ではピエール・ジョゼフ・プルードンの「財産は盗みである」という命題を元にした台詞があることを、村上光彦は指摘している。井上靖は、日本の文壇には一つの特別席があり、その席に座っている作家として、泉鏡花、次いで谷崎潤一郎、そして大佛次郎であると述べている。都筑道夫は大佛次郎の文体模写に励み、自身の初期の時代小説は「角田喜久雄が書くような伝奇小説を大佛次郎の文体で書いたものだった」と述べている。
戦後すぐに発表した『帰郷』について大佛は「戦後に心にきざした或る怒りから生れた」と述べ、敗戦直後の日本の混乱に乗じたような人々が、元軍人のニヒリストと対比して描かれている。また続いて書かれた『宗方姉妹』『旅路』『風船』などの作品とともに、山本健吉は「氏の時代小説にあったロマネスクな要素は、ここでは次第に影をひそめて来て、心境小説的な要素がいちじるしく加わって来ている」と評している。 『帰郷』は1955年に英訳され、続いてスペイン語、イタリア語、ノルウェー語、フィンランド語で刊行されている。『旅路』も1961年に英訳、続いてスウェーデン、フィンランド語に訳される。『帰郷』について『ネイション』誌では「戦後の日本の他に類例の無い生活風景描写の中で、この小説は人間の淋しさ、愛情、恐怖、および貪欲の普遍性を扱っている。」と評した。

### ノンフィクション
軍国主義の高まってきた時代になると、「土耳古人の手紙」などのエッセイ、現代小説、西洋ノンフィクションなどを通して時代批判を試みた。『解放』誌に堺利彦、荒畑寒村、白柳秀湖による社会運動史上の事件を「社会講談」と名付けて掲載していたのに触発され、1930年に『改造』誌で『ドレフュス事件』を題材にしたノンフィクション作品を連載。これについて自身も「日本の軍部が独裁的な傾向を示し始めたのに微弱ながら抵抗する隠れた意図で、あわただしく書いたもの」「国家に於ける軍部の特殊な地位が危険を胎む性質を示すのが目的だった」と述べている。ブーランジェ将軍とブーランジスムについて書いた『ブウランジェ将軍の悲劇』では、中野正剛が、あれは荒木将軍のことを書いているたものだと大森義太郎に語ったという。1933年には革命前のロシアのセルゲイ大公暗殺事件を描いた「詩人」を『改造』掲載。続いてニコライ2世暗殺を企てたエヴノ・アゼフについて、大佛は「甘いヒューマニストだった私は、アゼフのような怪物が人間の中から『出る』のを知って驚きの目を見瞠った。この怪物を出生させた社会的条件に注意し、日本がひどくそれに類似しているのを知った」が、「詩人」では日本について言及した部分が検閲で大きく削除されており、既にそういった作品を発表できる時代ではなくなっていたため、戦後1946年になって、『朝日評論』に「地霊」として連載された。 また「詩人」については、「同じ題材を、後年になってアルベール・カミュが戯曲に描き、日本でも民芸が上演した。しかしカリャエフについては先に出発した私の方がよく書けたようである」と自身で述べている。
『パナマ事件』も元々は『ブウランジェ将軍の悲劇』に続いて書く予定だったが、日本の議会が大政翼賛化に向かう時期だったため、フランス議会の「腐敗堕落、顚落」を書き立てるのは「現状に不都合で独裁勢力の尻馬に乗るように覚えて、筆を折った」と語っており、これも1959年に『朝日ジャーナル』に連載し、この時には朝日新聞社のパリ支局で多くの資料を集めてもらったという。
社会主義に対しても大佛は、鞍馬天狗の明治維新に対するような視点を持ち、明治政府の官僚化と同様に、社会主義の官僚化も見据えて、中国の文化大革命やフランスのフランスの五月革命でパリ・コミューンが注目される数年前の1964年に『パリ燃ゆ』を執筆した。

### 小説（鞍馬天狗）
- 『幕末秘史 鞍馬天狗』博文館 1925年（短編集）
- 『鞍馬天狗 御用盗秘聞』博文館 1925年
- 『鞍馬天狗 小鳥を飼ふ武士』博文館 1927年
- 『角兵衛獅子』渾大防書房 1927年
- 『鞍馬天狗余燼（上下）』朝日新聞社 1928年
- 『鞍馬天狗 山獄党奇談（上下）』先進社 1931年
- 『天狗廻状』新潮社 1932年
- 『鞍馬天狗 青銅鬼』先進社 1932年
- 『鞍馬天狗 地獄の門』新小説社 1935年
- 『鞍馬天狗 江戸日記』博文館 1936年
- 『御存知鞍馬天狗』八絃社杉山書店 1943年
- 『鞍馬天狗 薩摩の使者』八絃社杉山書店 1943年
- 『天狗倒し』八絃社杉山書店 1944年
- 『鞍馬の火祭り』北光書房 1944年
- 『鞍馬天狗 新東京絵図』講談社 1948年
- 『鞍馬天狗 青面夜叉の巻』毎日新聞社 1953年
- 『鞍馬天狗 雁のたより』毎日新聞社 1953年
- 『鞍馬天狗 夕立の武士』毎日新聞社 1955年
- 『鞍馬天狗 影の如く』毎日新聞社 1956年
- 『鞍馬天狗 女郎蜘蛛』毎日新聞社 1957年
- 『新・鞍馬天狗 地獄太平記』光風社書店 1966年

作品集
- 『決定版 鞍馬天狗（全10巻）』中央公論社 1951年、新版1969年 - 「角兵衛獅子・山嶽党奇談」「天狗廻状・鞍馬の火祭・風とともに」「地獄の門・鞍馬天狗余燼」「江戸日記・江戸の夕映・淀の川舟」「青面夜叉・宗十郎頭巾・雪の雲母坂」「雁のたより・新東京絵図・夜の客」「夕立の武士・天狗倒し」「女郎蜘蛛・御存知鞍馬天狗・黒い手型」「影の如く・深川物語・西海道中記」「鬼面の老女・御用盗異聞・小鳥を飼う武士」
- 『鶴見俊輔が選ぶ 鞍馬天狗（全5巻）』小学館文庫 2000年、小学館（新版）、2017年 - 「角兵衛獅子」「地獄の門・宗十郎頭巾」「新東京絵図」「雁のたより」「地獄太平記」
- 『時代小説英雄列伝 鞍馬天狗』縄田一男編：中公文庫 2002年（「鬼面の老女」「黒い手型」「西国道中記」「夜の恐怖 金扇」「鞍馬天狗と三十年」）
- 『鞍馬天狗傑作選（全3巻）』文藝春秋 2007年 - 「角兵衛獅子」「山嶽党奇談」「鬼面の老女・ほか」
  - 別巻『鞍馬天狗読本』 大佛次郎記念館編 2008年

### 小説
- 『一高ロマンス』東亜堂書房 1917年（野尻草雄名義）
- 『捕物綺談 幻の義賊』博文館 1926年（流山龍太郎名義）
- 『江戸奇談 春宵和尚奇縁』博文館 1926年
- 『照る日くもる日』 渾大防書房 1927年（『大阪朝日新聞』1926年8月-1927年6月）
- 『神風剣俠陣』博文館 1927年（流山龍太郎名義）
- 『赤穂浪士』1929年（『東京日日新聞』1927年5月-1928年11月）
- 『からす組』改造社 1929年（『国民新聞』1929年1-12月）
- 『幽霊船伝奇』先進社 1929年（『日本少年』1927年7月-1928年5月）
- 『ごろつき船』改造社 1929年（『大阪毎日新聞』1928年6月-1929年6月「海賊伝奇 ごろつき船」「海の隼」）のち徳間文庫　小学館文庫
- 『かげらふ噺』先進社 1930年（『講談倶楽部』1929年11月-1930年5月）
- 『怪談その他』天人社 1930年
- 『由比正雪』改造社 1930年（『東京日日新聞』『大阪毎日新聞』1929年6月-1930年5月で中断、続編「慶安異変」-『文藝春秋オール讀物号』1931年5月-1932年9月）のち徳間文庫
- 『軍事探偵篇』天人社 1930年
- 『水船地獄』天人社 1930年
- 『日蓮』先進社 1931年（『読売新聞』1930年4月-1931年3月）のち徳間文庫
- 『白い姉』改造社 1932年（『東京朝日新聞』1931年3-7月）
- 『日本人オイン』羽石光志絵 講談社 1932年
- 『鼠小僧次郎吉』新潮社 1932年（『講談倶楽部』1931年1月-1932年6月）のち徳間文庫
- 『ふらんす人形』新潮社 1932年（『時事新報』1932年3-8月）
- 『曠野の果 颱風圏』非凡閣 1933年
- 『山を守る兄弟』改造社 1933年
- 『霧笛』新潮社 1933年（『東京朝日新聞』1933年7-9月） のち角川文庫、『霧笛・幻燈』徳間文庫、『霧笛・花火の街』講談社文庫（大衆文学館）
- 『夜の真珠』岡倉書房 1934年（『週刊朝日』1934年1-4月）
- 『安政の大獄』改造社 1935年（『時事新報』1933年12月-1934年8月） のち徳間文庫
- 『樹氷』新小説社 1935年（『婦人公論』1934年1-12月）
- 『異風黒白記』「昭和長篇小説全集」新潮社 1935年
- 『手紙の女』竹村書房 1935年（『中央公論』1933年1月）
- 『水戸黄門』中央公論社 1935年（『東京朝日新聞』1934年4-11月） のち徳間文庫
- 『天狗騒動』維新歴史小説全集 第4巻 改造社 1936年
- 『大楠公』改造社 1936年（『朝日新聞』1935年4-8月） 『大楠公 楠木正成』徳間文庫（「みくまり物語・楠の葉陰」併録）
- 『大久保彦左衛門』博文館 1936年（『東京日日新聞』1935年8月-1936年5月）　のち徳間文庫
- 『海の女』新潮社 1937年（『日の出』1936年1-12月）
- 『雪崩』新潮社 1937年（『東京朝日新聞』1936年8-12月）
- 『逢魔の辻』新潮社 1938年（『東京・大阪朝日新聞』1937年5-12月） のち徳間文庫
- 『日本の星之助』大日本雄辯會講談社　1938年
- 『花火の街』青木書店　1938年
- 『花紋』実業之日本社 1939年（『新女苑』1938年1月-1939年4月）
- 『薔薇の騎士』中央公論社 1939年（『婦人公論』1938年1-11月）
- 『熱風』鱒書房コバルト叢書 1940年
- 『夕焼富士』博文館　1940年
- 『水晶山の冒険』興亜書房 1940年
- 『源九郎義経』興亜書房 1940年
- 『海の子供達』グリコ株式会社 1940年
- 『生きている秀頼・灰燼』非凡閣 1940年（『週刊朝日』1937年1-5月）
- 『美女桜』博文館 1940年
- 『その人』博文館、1941年　のち「その人 最後の旗本」徳間文庫
- 『雲雀は空に』博文館　1941年
- 『氷の階段』中央公論社 1941年（『都新聞』1939年12月-1949年6月）
- 『阿片戦争』モダン日本社　1942年　のち角川文庫
- 『明るい仲間』杉山書店 1942年
- 『働く雪ちゃん』泰光堂 1942年
- 『冬の太陽』杉山書店 1942年
- 『鴎」八紘社杉山書店 1943年
- 『死よりも強し 小説』八紘社杉山書店 1944年
- 『みくまり物語』白林書房 1944年（『毎日新聞』1943年10-11月）
- 『宗十郎頭巾』実業之日本社 1945年
- 『源実朝』六興出版社 1946年（『婦人公論』1943年1-11月、続編「からふね物語」-『新女苑』1945年1月-1946年3月）のち徳間文庫
- 『海の男』尚文館 1947年。斎藤五百枝絵
- 『乞食大将』苦楽社 1947年（『朝日新聞』1944年10月25日-1945年3月6日、『新太陽』1945年12月号、『モダン日本』1946年1・2月-3月号）のち角川文庫、「乞食大将 後藤又兵衛」徳間文庫
- 『真夏の夜の夢』丹頂書房 1947年（『週刊朝日』1946年8-11月）
- 『裸体』竹書房 1947年
- 『幻燈』井原文庫 1948年（『新大阪』1947年9月-1948年1月）
- 『海賊船伝奇』東光出版社 1948年
- 『黒潮』毎日新聞社 1948年（『サンデー毎日』1948年1-4月）
- 『氷の階段』万里閣 1948年
- 『春雨の琴』東和社 1949年
- 『春雨の雫』東和社 1949年
- 『帰郷』苦楽社 1949年（『毎日新聞』1948年4-11月）　のち毎日新聞社、新潮文庫ほか。日本芸術院賞受賞
- 『新樹』苦楽社 1949年
- 『宗方姉妹』朝日新聞社 1950年（『朝日新聞』1949年6-12月）　のち角川文庫、新潮文庫、中公文庫
- 『初恋』東和社 1950年
- 『冬の紳士』新潮社 1951年（『サンデー毎日』1951年1-4月）　のち講談社文庫（大衆文学館）
- 『おぼろ駕籠』中央公論社 1951年（『夕刊毎日新聞』1950年8月-1951年2月）のち徳間文庫
- 『丹前屏風』啓明社 1951年（『毎日新聞』1945年9-11月）　のち光風社書店
- 『激流』文藝春秋新社 1953年（『日本経済新聞』1951年10-1952年2月）　のち徳間文庫、朝日文庫。若き日の渋沢栄一をえがく
- 『旅路』朝日新聞社 1953年（『朝日新聞』1952年7月-1953年2月）　のち角川文庫、新潮文庫
- 『四十八人目の男』河出新書 1955年（『読売新聞』1951年4-11月）　のち徳間文庫、中公文庫
- 『逢魔の辻』河出新書 1955年（『朝日新聞』夕刊1937年5-12月）　のち徳間文庫
- 『風船』新潮社 1955年　のち新潮文庫、角川文庫
- 『まぼろし峠』同光社 1955年（『家の光』1954年1月-1955年4月）
- 『ゆうれい船』朝日新聞社 1956年
- 『薩摩飛脚』同光社 1956年（『学生』1946年1-5月）　のち徳間文庫
- 『浅妻舟』光風社 1957年
- 『おかしな奴』光風社 1957年
- 『橋』毎日新聞社 1958年
- 『冬あたたか』光風社 1959年
- 『桜子』新潮社 1960年（『朝日新聞』夕刊1958年6月-1960年2月）　のち「桜子 湖上の姫」徳間文庫
- 『孔雀長屋』光風社 1960年
- 『虹の橋』光風社 1961年
- 『その人』光風社 1961年（1941刊の同題とは別書）
- 『お化け旗本』光風社 1962年
- 『花の咲く家』光風社 1962年
- 『炎の柱』毎日新聞社 1962年　のち「炎の柱 織田信長」徳間文庫、人物文庫
- 『月の人』新潮社 1964年　のち「月の人 豊臣秀頼」徳間文庫
- 『赤屋敷の女』朝日新聞社 1967年
- 『道化師』光風社書店 1967年
- 『人美しき』日本文華社・文華新書 小説選集　1967年（『夕刊中外新聞』1950年1-6月）
- 『夕顔小路』毎日新聞社 1967年

### 戯曲
- 『楊貴妃』1951年
- 『若き日の信長』1952年
- 『若き日の信長 戯曲集』朝日新聞社 1953年　朝日文化手帖
- 『江戸の夕映』1953年（『オール讀物』1953年4月）
- 『築山殿始末』1953年（『オール讀物』1953年11月）
- 『霧笛』1956年
- 『魔界の道真』1957年
- 『大仏炎上』1960年
- 『三姉妹』1968年（1967年 大河ドラマ原作）
- 『戦国の人々』1971年

### 児童文学
- 『狼隊の少年』湯川弘文社 1936年 選抜少年少女読物文庫
- 『赤穂義士』博文館 1940年
- 『花丸小鳥丸』[39]中央公論社 1941年
- 『楠木正成』講談社 1943年
- 『山本五十六元帥』有岡一郎絵　學藝社 1944年
- 『薩英戦争』笠松紫浪絵　北光書房 1944年
- 『父をたずねて』落合登絵　中央公論社 1952年
- 『スイッチョねこ』朝倉摂絵　講談社 1971年（『こども朝日』1946年10月）、新版1979年
- 『大佛次郎 ちくま日本文学全集38』筑摩書房 1992年（「宗十郎頭巾」「幻燈」「土耳古人の手紙」「土耳古人の対話」）

### ノンフィクション
- 『ドレフュス事件』天人社 1930年、朝日選書 1970年（『改造』1930年4-10月）
- 『ブウランジェ将軍の悲劇』改造社 1936年（『改造』1935年1-10月）
- 『詩人』苦楽社 1946年（『改造』1933年5月）併録「地霊」（『朝日評論』1946年3-9月）角川文庫 1956年
- 『パナマ事件』朝日新聞社 1960年
  - 『詩人・地霊・パナマ事件』朝日選書 1976年
- 『パリ燃ゆ』朝日新聞社（全3巻） 1964年、新版2008年、朝日選書（全4巻）1975年
  - 以上は『大佛次郎ノンフィクション全集』（全5巻）、朝日文庫〈大佛次郎ノンフィクション文庫〉（全9巻）で再刊。
- 『天皇の世紀』（遺作・未完） 朝日新聞社 1969–73年、新版2006年。朝日文庫 1977-78年。文春文庫 2010年

### 翻訳
- 『先駆者』（Les précurseurs、ロマン・ロラン）洛陽堂 1921年（野尻清彦名義）
- 『クルランボウ』（Clérambault、ロマン・ロラン）叢文閣 1922年
- 『ピエールとリュス』（Pierre et Luce、ロマン・ロラン）叢文閣 1924年
- 『宝島』（ロバート・ルイス・スティーヴンソン）野尻清彦訳、改造社、世界大衆文学全集 1928年
- 『ジキル博士とハイド氏』（スティーヴンソン）[40]
- 『鉄仮面』（アレクサンドル・デュマ）改造社、世界大衆文学全集　1929年
- 『夜の恐怖・泰西大盗物語』（ゴーグ(Gaugh)）平凡社、世界探偵小説全集　1929年（野尻抱影と共訳、安里礼次郎名義）
- 『アンドレ・ジイド全集 12』（アンドレ・ジイド）建設社 1935年（「重罪裁判所の思い出」訳出）
- 『狼少年』（ラドヤード・キップリング）湘南書房 1946年
- 『青春罪ありや』（ヴィニ）苦楽社 1948年
- 『覆面の騎士 アイバンホー物語』（ウォルター・スコット）湘南書房 1950年

### 随筆・日記・評論
- 『瞑想画家 アマン・ジャン』日本芸術学院 1923年（野尻清彦名義）
- 『氷の花』六興商会出版部 1942年
- 『鎌倉通信 若い人達に』研究社出版 1949年
- 『日附のある文章』創元社 1951年
- 『水に書く 随筆』新潮社 1959年
- 『砂の上に』光風社 1964年
- 『私の履歴書 23』日本経済新聞社 1965年
  - 『作家の自伝91　大佛次郎　私の履歴書／猫の風呂番』村上光彦編・解説、日本図書センター、1999年
- 『石の言葉 随筆集』光風社書店 1966年
- 『義経の周囲』朝日新聞社 1966年　のち徳間文庫
- 『今日の雪 随筆集』光風社書店 1970年
- 『都そだち　大佛次郎随筆集』毎日新聞社 1972年、限定本
- 『冬の花』光風社書店 1973年 - 限定本も刊（別冊：大佛次郎 人と文学 付）
- 『猫のいる日々』六興出版 1978年　のち徳間文庫（新装版）
- 『屋根の花 大佛次郎随筆集』六興出版 1980年
- 『小さい隅 随筆』六興出版 1985年
  - 新編『「ちいさい隅」の四季　大佛次郎のエッセー』神奈川新聞社 2016年
- 『大佛次郎 敗戦日記』草思社 1995年
  - 増補・改題『終戦日記』文春文庫 2007年
- 『十五代将軍の猫 大佛次郎随筆集』福島行一編、五月書房 1996年
- 『旅の誘い 大佛次郎随筆集』講談社文芸文庫 2002年。『屋根の花』＋『義経の周囲』（抄）
- 『南方ノート・戦後日記』、大佛次郎記念館編、未知谷、2023年

### 作品集
- 『大佛次郎作品集』全7巻 文藝春秋新社 1951年
- 『大佛次郎時代小説選集』全10巻 同光社磯部書房 1952年
- 『大佛次郎 少年少女のための作品集』全6巻 講談社 1967年
- 『大佛次郎時代小説自選集』全15巻 読売新聞社 1969年
- 『大佛次郎ノンフィクション全集』全5巻 朝日新聞社 1971年
  - 『大佛次郎ノンフィクション文庫』全9巻 朝日文庫 1983年
- 『大佛次郎自選集 現代小説』全10巻 朝日新聞社 1972-73年
- 『大佛次郎随筆全集』全3巻 朝日新聞社 1973-74年
- 『大佛次郎時代小説全集』全24巻 朝日新聞社 1975-77年、オンデマンド版2005年
- 『大佛次郎戯曲全集 戦国の人々』朝日新聞社 1977年
- 『大佛次郎エッセイ・セレクション』全3巻 小学館 1996年
- 『大佛次郎セレクション』全18巻 未知谷 2007-2009年。村上光彦編（一部作品に木村荘八・挿画）

文学全集
- 『大佛次郎集 現代長編小説全集18』講談社 1959年
- 『大佛次郎集 日本文学全集42』新潮社 1963年、新版1967年。河盛好蔵編
- 『大佛次郎 国民の文学5』河出書房新社 1967年（「赤穂浪士」）
- 『大佛次郎集 日本文学全集54』集英社、1968年、新版1982年（「帰郷」「霧笛」「地霊」）
- 『大佛次郎集 新潮日本文学25』新潮社 1972年（「乞食大将」「帰郷」「霧笛」「ドレフュス事件」「詩人」「地霊」）
- 『大佛次郎集 昭和国民文学全集』筑摩書房 1973年、新版1978年（「ごろつき船」）
- 『大佛次郎集 少年小説大系 第4巻』三一書房 1986年。福島行一[41]編
- 『大佛次郎 日本歴史文学館18』講談社 1986年（「赤穂浪士」）

## 映画化作品
（『鞍馬天狗』については「鞍馬天狗 (小説)」、『赤穂浪士』については「赤穂浪士 (小説)」を参照。）
- 『照る日くもる日』マキノ・プロダクション、1926年、若松文男
- 『照る日くもる日』松竹、1926年、相馬一平
- 『照る日くもる日』日活、1926年、嵐珏松郎
- 『照る日くもる日』新興キネマ、1940年
- 『照る日くもる日』東宝、1954年
- 『照る日くもる日』東映、1960年、里見浩太朗
- 『からす組』阪東妻三郎プロダクション、1930年、阪東妻三郎
- 『霧笛』新興映画、1934年、中野英治
- 『雪崩』東宝、1937年、佐伯秀男
- 『逢魔の辻』東宝・前進座、1938年
- 『花火の街』東宝、1939年、小林重四郎
- 『薩摩飛脚』日活、1932年、大河内伝次郎
- 『薩摩飛脚』新興キネマ、1938年、市川右太衛門
- 『薩摩飛脚』松竹、1951年、嵐寛寿郎
- 『薩摩飛脚』東映、1955年、市川右太衛門
- 『鼠小僧次郎吉』松竹、1932年、林長二郎
- 『鼠小僧次郎吉』日活、1933年、大河内伝次郎
- 『鼠小僧次郎吉』大映、1965年、林与一
- 『水戸黄門』日活、1934年、大河内伝次郎
- 『ごろつき船』大映、1950年、大河内伝次郎
- 『帰郷』松竹、1950年、佐分利信
- 『宗方姉妹』新東宝、1950年、田中絹代
- 『おぼろ駕籠』松竹、1951年、阪東妻三郎
- 『乞食大将』大映、1952年（製作は1945年）、市川右太衛門
- 『乞食大将』大映、1964年、勝新太郎
- 『江戸の夕映』松竹、1954年、市川海老蔵
- 『ゆうれい船』東映、1957年、中村錦之助
- 『若き日の信長』大映京都、1959年、森一生監督、市川雷蔵
- 『反逆児』東映、1961年、中村錦之助（原作『築山殿始末』）